# Genêts
Genêts är en kommun i departementet Manche i regionen Normandie i norra Frankrike. Kommunen ligger i kantonen Sartilly som tillhör arrondissementet Avranches. År 2022 hade Genêts 453 invånare.

## Befolkningsutveckling
Antalet invånare i kommunen Genêts
| Referens: INSEE |